# Domenico Perani
Domenico Perani (Cazzago San Martino, 11 gennaio 1956) è un ex ciclista su strada e pistard italiano.
Tra i dilettanti vinse una tappa alla Corsa della Pace, fu poi professionista dal 1982 al 1984.

## Carriera
Tra i dilettanti si mise in luce con una vittoria alla Corsa della Pace, la decima tappa nel 1979, e un terzo posto nella prima tappa nel 1980. Altri successi da dilettante furono la Targa Crocifisso del 1975 e il Trofeo Amedeo Guizzi del 1981.
Passato professionista con la Zonca-Club Amici della Pista nel 1982, vi rimase per due stagioni, cogliendo la sua unica vittoria da professionista nel 1983, con la terza tappa della Ruota d'Oro. Nel 1982 fu settimo in volata nella Milano-Vignola. Nel 1984 corse per l'Alfa Lum, ma al termine della stagione abbandonò il ciclismo agonistico. Si mise in evidenza anche su pista, nella specialità del mezzofondo, concludendo quinto ai campionati del mondo 1982 e ai campionati europei 1983.

## Palmarès
- 1975 (Dilettanti)

Targa Crocifisso
- 1976 (Dilettanti)

Trofeo Franchina
- 1979 (G.S. Passerini Gomme)

10ª tappa Corsa della Pace (Stettino > Rostock)
- 1981 (G.S. Mecair)

Trofeo Amedeo Guizzi
- 1983 (Zonca, una vittoria)

3ª tappa Ruota d'Oro (Padenghe > Manerba del Garda)

## Piazzamenti

### Classiche monumento
- Vuelta a España

1984: ritirato (17ª tappa)

### Competizioni mondiali
- Campionati del mondo

Gran Bretagna 1982 - Mezzofondo: 5°
Svizzera 1983 - Mezzofondo: 8°

### Competizioni europee
- Campionati europei

Svizzera 1983 - Mezzofondo: 5°
Germania 1984 - Mezzofondo: 9°